# 皮氏似骨鮡
皮氏似骨鮡，為輻鰭魚綱鯰形目骨鮡科的其中一種，為熱帶淡水魚類，分布於亞洲印度烏塔普拉德什邦Rihand河、比哈爾邦Sone河流域，體長可達3公分，棲息在水流湍急的溪流底層水域，生活習性不明。

## 扩展阅读
維基物種上的相關：皮氏似骨鮡